# Kali Malone
Kali Malone est une compositrice et organiste américaine née en 1994 à Denver. Depuis 2012 elle est basée à Stockholm.

## Biographie

### Débuts
Malone grandit à Denver, dans le Colorado. À 16 ans, elle déménage dans l'ouest du Massachusetts pour étudier la musique, puis déménage à Stockholm en 2012 après s'être liée d'amitié avec la compositrice suédoise d'avant-garde Ellen Arkbro. Elle étudie la composition électroacoustique à l'École royale supérieure de musique de Stockholm.
En 2013, elle dirige un ensemble de musiciens pour l'interprétation d'une pièce de Pauline Oliveros. Cette expérience amène Malone à s'intéresser aux dynamiques et relations entre chaque musicien dans un ensemble. 
En 2014, alors qu'elle effectue des recherches sur les tempéraments musicaux anciens, elle devient l'apprentie d'un accordeur d'orgues, Jan Börjeson. 
Elle chante et joue de la guitare dans le trio de rock shoegaze Swap Babies, qui enregistre un EP en 2015. En 2016, elle co-fonde avec Maria W. Horn le label XKatedral.

### Carrière musicale

#### 2017:Velocity of Sleep
En 2017, âgée de 23 ans, Malone publie son premier album complet, Velocity of Sleep, qualifié d'hypnotique par G.H. Currin. Elle y est accompagnée par plusieurs musiciens, jouant du gong, de l'alto et de la contrebasse. La couverture de l'album montre le musicien Peter Söderberg jouant un théorbe (un instrument à cordes ancien).

#### 2018:Cast of Mind
Sur son deuxième album, Cast Of Mind, publié en 2018, Malone joue d'un synthétiseur Buchla 200 en combinaison avec des instruments à vent (saxophone alto, trombone, clarinette basse et basson).

#### 2019:The Sacrificial Code
En 2019, elle publie The Sacrificial Code, qui contient près de deux heures de compositions pour orgue, via iDEAL Recordings. L'album fait les listes de fin d'année de Pitchfork et du Wire. L'enregistrement de l'orgue avec un microphone de proximité, sans la réverbération de l'espace, est une particularité de cet album. L'album a été enregistré sur trois différents orgues accordés dans trois différents tempéraments: sur l'orgue Mats Arvidsson de l'École royale supérieure de musique à Stockholm, accordé dans le tempérament Kirnberger III; au Studio Acusticum à Piteå, sur un orgue moderne construit en 2012 par Gerald Woehl ; dans l'église Haga à Göteborg, sur un orgue construit en 1861.

#### 2022:Living Torch
En 2022, Malone publie Living Torch, une pièce de 33 minutes présentée en deux mouvements. Elle lui a été commandée par le studio de musique électroacoustique français Groupe de recherches musicales (GRM) pour son orchestre de haut-parleurs, l'acousmonium. L'album est une rupture avec les œuvres pour orgue de Malone. Il inclut un mélange d'instruments acoustiques et électroniques incluant le trombone et la clarinette basse, ainsi que la boîte à bourdon, plus expérimentale. Il est composé par Malone dans une intonation juste en limite irrégulière. Le trombone et la clarinette basse ont été enregistrés en parties individuelles méticuleuses pour correspondre à chaque onde sonore générée par ordinateur. Il est assemblé par Malone avec des drones fortement texturés ainsi qu'une boîte à bourdon et des sons produits par un synthétiseur modulaire ARP 2500 appartenant à Éliane Radigue. G.H. Currin décrit cette pièce comme "un hymne singulier à la vie et à sa fin" par lequel Malone démontre l'expressivité et l'accessibilité de sa musique. Malone compose et produit l'album au GRM à Paris entre 2020 et 2021. L'album est diffusé en avant-première au GRM en octobre 2021, trois mois après la mort de Peter Rehberg (initiateur du label Portraits GRM). L'album est édité par Portraits GRM le 7 juillet 2022.

#### 2023:Does Spring Hide Its Joy
Le 20 janvier 2023, Malone publie Does Spring Hide Its Joy, une collaboration avec Stephen O'Malley, membre de Sunn O))), et la violoncelliste britannique Lucy Railton. L'album est édité par le label Ideologic Organ de Stephen O'Malley. Il est composé et enregistré entre mars et mai 2020 dans les salles de concert vides de Berlin Funkhaus et MONOM pendant le confinement lié à la pandémie de Covid-19. Malone joue des oscillateurs à onde sinusoïdale accordés sur l'album tandis qu'O'Malley apparaît à la guitare électrique et Lucy Railton au violoncelle. L'album consiste en une composition d'une heure présentée en trois versions, chacune étant une variation mineure de la pièce principale,,.
Cette composition est notamment présentée en concert au Indigo Festival à Ljubljana en octobre 2021, au Unsound Festival à Cracovie et à la biennale Sonic Acts à Amsterdam en octobre 2022, à la Biennale de Venise en novembre 2022, au Southbank Centre à Londres en décembre 2022, et à l'église du Saint-Esprit de Paris en mars 2023.

#### 2024:All Life Long
Le 9 février 2024, son album All Life Long est édité sur Ideologic Organ. D'une durée de 78 minutes, il s'agit d'une suite de morceaux composés pour orgue, quintette de cuivres et chœur de chambre. Cette suite est présentée dans différents lieux, interprétée notamment par les voix du Macadam Ensemble, et les musiciens de l'ensemble Contrechamps, ou du quatuor Opus 333.

#### Concerts dans des églises
Kali Malone a donné des concerts dans des églises, parmi lesquelles l'église Saint-Jacques à Zurich (en mars 2019), l'église française de Berne (en octobre 2020),, l'église du Saint-Esprit de Paris (le 21 mars 2023),, la cathédrale Saint-Pierre de Genève (le 3 septembre 2023),, ainsi que la basilique San Pietro di Castello à Venise (le 20 octobre 2023, accompagnée par Stephen O'Malley et Lucy Railton),,.
Le 14 mai 2023, plusieurs militants du mouvement catholique traditionaliste et d’extrême droite français Civitas obtiennent l'annulation d'un de ses concerts dans l'église Saint-Cornély de Carnac par le maire de la commune, après avoir bloqué l'entrée de l'église aux spectateurs, jugeant l'œuvre de Malone « profanatoire »,.